# 황윤성 (1996년)
황윤성(1996년 3월 19일 ~ )는 대한민국의 가수이자 2015년 5월 7일에 데뷔하였으며, 아이돌 보이 그룹 로미오 멤버이며, 메인 보컬을 맡고 있다. 또한, 최초의 트로트 아이돌 그룹인 미스터 T 소속이기도 하다. 로미오 활동 때는 윤성으로 활동하고 트로트가수엔 황윤성으로 활동한다.

## 학력
| 연도            | 학교             | 학과   | 비고 |
| --------------- | ---------------- | ------ | ---- |
| 2012년 ~ 2015년 | 한국예술고등학교 | 음악과 | 졸업 |

## 텔레비전 프로그램

### 방송
| 연도            | 기간                 | 방송사  | 제목                                  | 역할              | 장르 | 비고      |
| --------------- | -------------------- | ------- | ------------------------------------- | ----------------- | ---- | --------- |
| 2017년 ~ 2018년 | 10월 29일 ~ 1월 26일 | JTBC    | 믹스나인                              | 참가자            | 예능 | 출연      |
| 2020년          | 1월 2일 ~ 3월 12일   | TV 조선 | 내일은 미스터트롯                     | 참가자 (아이돌부) | 예능 | 최종 11위 |
| 2020년          | 9월 28일             | KBS     | 퀴즈 위의 아이돌                      | 게스트            |      |           |
| 2020년          |                      | TV조선  | 신청곡을 불러드립니다 - 사랑의 콜센타 | 이찬원의 친구     | 예능 |           |
| 2020년 ~ 2021년 |                      | TV조선  | 뽕숭아학당                            | 동원맨            | 예능 |           |